# Shahrestān di Qaemshahr
Lo shahrestān di Qaemshahr (farsi شهرستان قائم‌شهر) è uno dei 20 shahrestān della provincia del Mazandaran, il capoluogo è Qaemshahr. Lo shahrestān è suddiviso in una circoscrizione (bakhsh): 
- Centrale (بخش مرکزی)